# Jeux d'Asie du Sud-Est de 1989
Navigation
Édition précédente Édition suivante
La quinzième édition des Jeux d'Asie du Sud-Est s'est tenue du 20 au 31 août 1989 à Kuala Lumpur. C'est la quatrième fois que la capitale malaise accueille cet événement.

## Pays participants
La compétition a réuni des athlètes provenant de neuf nations. Le seul pays d'Asie du Sud-Est absent est le Cambodge. Le Laos et le Viêt Nam qui n'avaient plus participé depuis 1973 font leur retour. Par ailleurs c'est la première fois que le Viêt Nam se présente de manière unifiée : seul le Sud-Viêt Nam avait pris part à la compétition jusqu'alors.
L'Indonésie termine en tête du tableau des médailles pour la cinquième fois en six participations. La Malaisie, pays hôte, est seconde. Toutes les nations décrochent des médailles mais le Laos est la seule à ne remporter aucune épreuve.
| Rang | Nation      | Or  | Argent | Bronze | Total |
| ---- | ----------- | --- | ------ | ------ | ----- |
| 1    | Indonésie   | 102 | 78     | 71     | 251   |
| 2    | Malaisie    | 67  | 58     | 75     | 200   |
| 3    | Thaïlande   | 62  | 63     | 66     | 191   |
| 4    | Singapour   | 32  | 38     | 47     | 117   |
| 5    | Philippines | 26  | 37     | 64     | 127   |
| 6    | Birmanie    | 10  | 14     | 20     | 44    |
| 7    | Viêt Nam    | 3   | 11     | 5      | 19    |
| 8    | Brunei      | 1   | 2      | 24     | 27    |
| 9    | Laos        | 0   | 1      | 0      | 1     |

## Sports représentés
24 sports sont représentés, soit 5 de moins qu'en 1985. Le canoë-kayak, la gymnastique, le hockey sur gazon, la lutte, le ski nautique et le softball sont retirés du programme. L'aviron est présent pour la première fois.
- Athlétisme
- Aviron
- Badminton
- Basket-ball
- Bowling
- Boxe
- Culturisme
- Cyclisme
- Escrime
- Football
- Golf
- Haltérophilie
- Judo
- Karaté
- Natation
- Pencak silat
- Sepak takraw
- Taekwondo
- Tennis
- Tennis de table
- Tir
- Tir à l'arc
- Voile
- Volley-ball